# Megijima

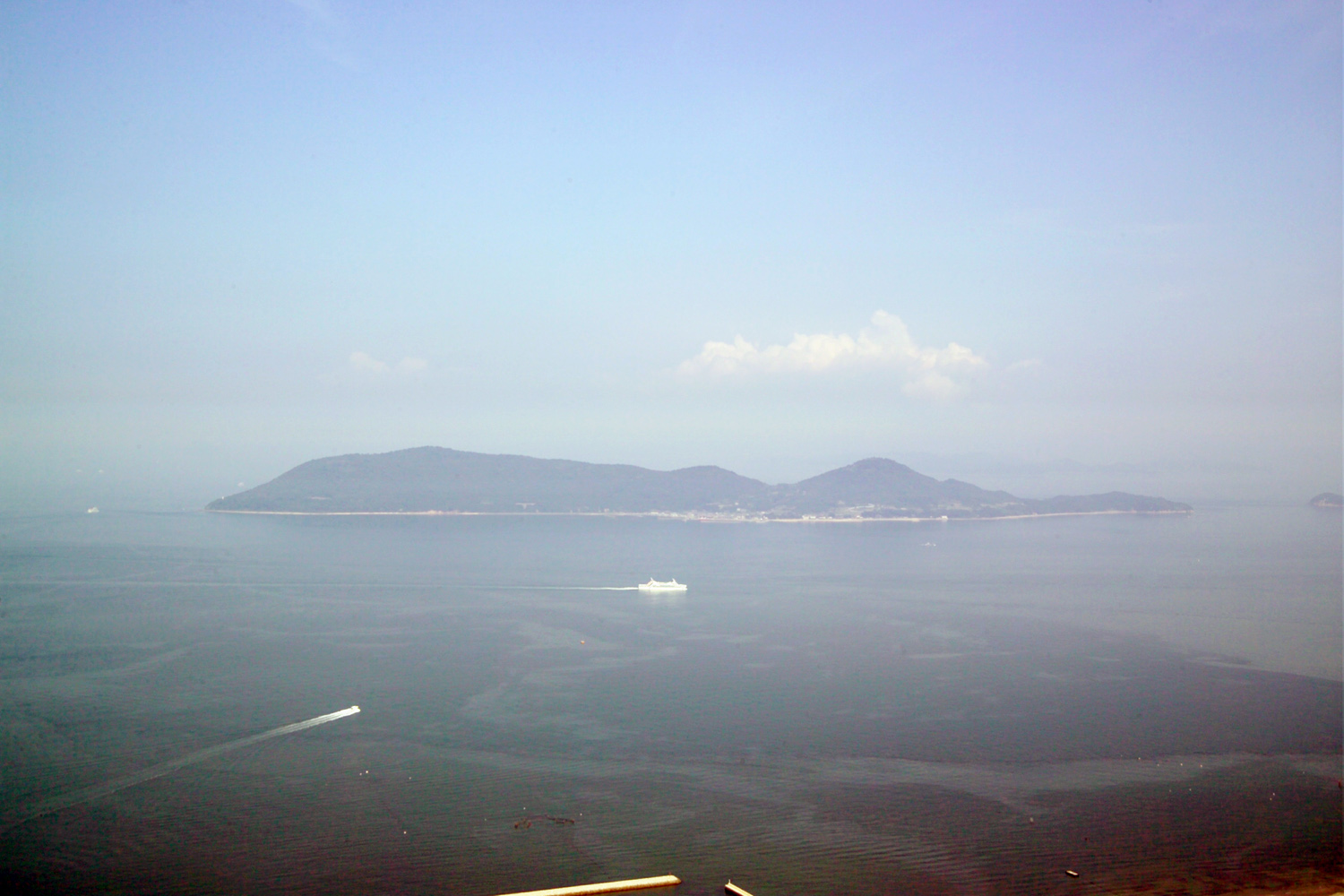

Megijima (女木島) é uma ilha localizada no Mar Interior, no Japão, a três quilômetros norte da cidade de Tacamatsu, e pertence à prefeitura de Cagaua. No folclore associado a Momotarō, é conhecida como Onigaxima ("ilha dos ogros"). Suas principais atividades econômicas incluem pesca costeira e criação de batata doce e trigo.